# Salles-sur-Mer
Salles-sur-Mer é uma comuna francesa na região administrativa da Nova Aquitânia, no departamento de Charente-Maritime. Estende-se por uma área de 14,03 km², com 1 611 habitantes, segundo os censos de 1999, com uma densidade de 114 hab/km².